# 斯德望·維辛斯基
真福斯德望·維辛斯基（波蘭語：Stefan Wyszyński；1901年8月3日—1981年5月28日）為波蘭羅馬天主教樞機。維辛斯基在1946年至1948年擔任盧布林主教，1948年至1981年為華沙及格涅茲諾總主教。在1953年由教宗庇護十二世擢升為越台伯河的聖母大殿之樞機。他其後成為格涅茲諾總教區總主教及波蘭首席主教，並被稱為千禧年主教。第二次世界大战期间曾参与反抗纳粹德国的斗争，帮助数位犹太人逃脱纳粹党追杀。作为波兰天主教领导人，维辛斯基在波蘭人中有巨大的影响力，被稱為波蘭的無冕王。面對1945年至1989年的共產政權，他仍致力維護波蘭天主教。1950年为维护波兰天主教会与波兰共产党达成秘密协议。1953年9月被关入監服，后遭软禁，1956年波兰十月事件后得到释放。1980年团结工会运动爆发后，维辛斯基曾为波兰共产党领导人卡尼亚和团结工会领导人瓦文萨间进行调停。1981年死于胃癌。
他的宣福禮原定於2020年6月7日在華沙舉行，因COVID-19疫情延期至2021年9月12日舉行。